# ضرابخانه سلطنتی اسپانیا

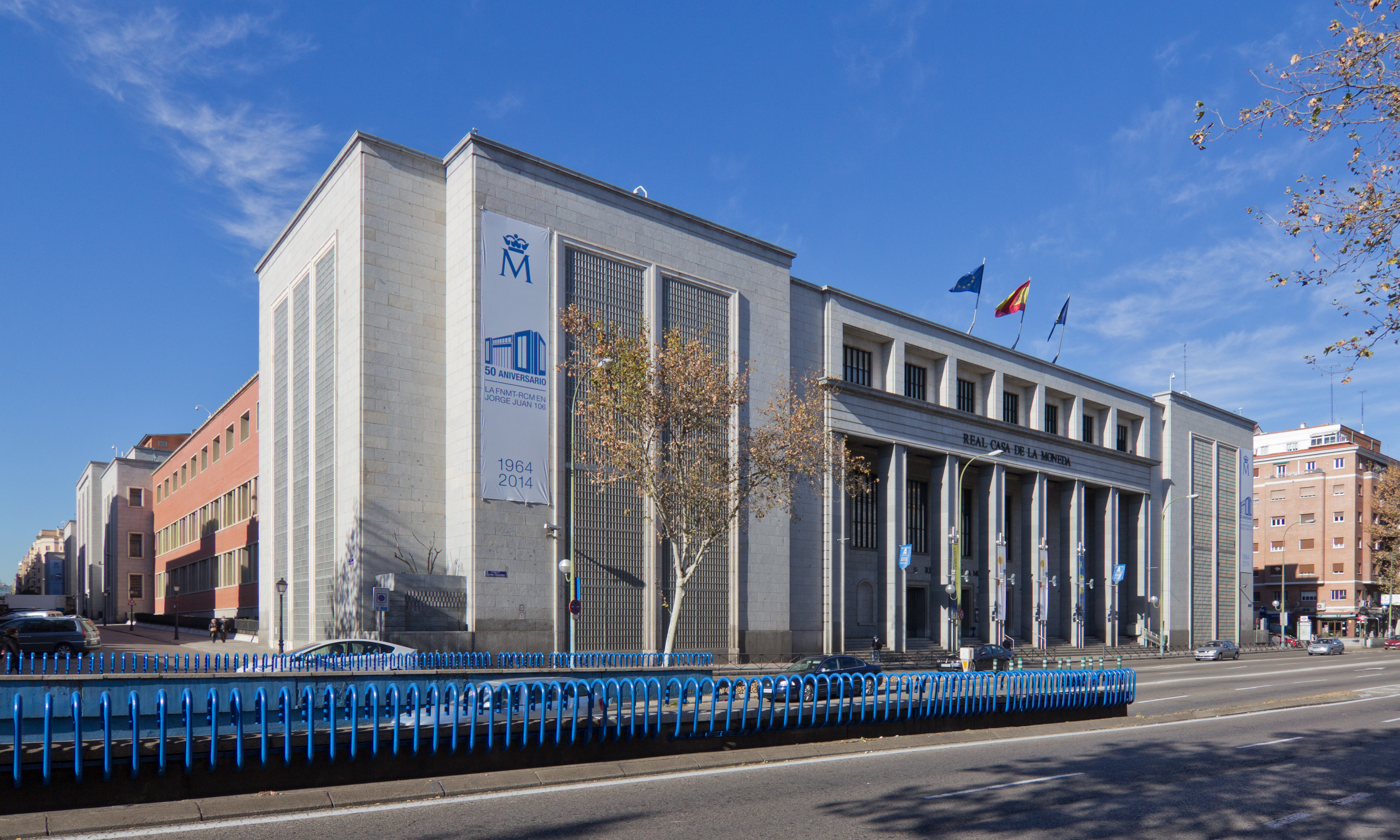
دفتر مرکزی Calle del Doctor Esquerdo Nº ۳۶ مادرید

ضرابخانه سلطنتی اسپانیا (اسپانیایی: Fábrica Nacional de Moneda y Timbre – Real Casa de la Moneda‎ «کارخانه ملی پول و تمبر - ضرابخانه سلطنتی»، به‌طور خلاصه به عنوان FNMT-RCM) ضرابخانه ملی اسپانیا است. FNMT-RCM یک شرکت دولتی است که توسط وزارت اقتصاد و تجارت اسپانیا اداره می‌شود. که در سریال سرقت پول به آن اشاره شده

## در فرهنگ عامه
ضرابخانه تمرکز سریال تلویزیونی اسپانیایی خانه کاغذی است، اگرچه در شورای تحقیقات ملی اسپانیا فیلمبرداری شده‌است.